# Mal Whitfield
Malvin Groston Whitfield, detto Mal (Bay City, 11 ottobre 1924 – Washington, 18 novembre 2015), è stato un mezzofondista e velocista statunitense, specializzato nei 400 e negli 800 metri piani e vincitore di tre medaglie d'oro ai Giochi olimpici estivi.

## Palmarès
| Anno | Manifestazione      | Sede         | Evento      | Risultato | Prestazione | Note            |
| ---- | ------------------- | ------------ | ----------- | --------- | ----------- | --------------- |
| 1948 | Giochi olimpici     | Londra       | 400 m piani | Bronzo    | 46"9        |                 |
| 1948 | Giochi olimpici     | Londra       | 800 m piani | Oro       | 1'49"2      | Record olimpico |
| 1948 | Giochi olimpici     | Londra       | 4×400 m     | Oro       | 3'10"4      |                 |
| 1951 | Giochi panamericani | Buenos Aires | 400 m piani | Oro       | 47"8        |                 |
| 1951 | Giochi panamericani | Buenos Aires | 800 m piani | Oro       | 1'53"2      |                 |
| 1951 | Giochi panamericani | Buenos Aires | 4×400 m     | Oro       | 3'09"9      |                 |
| 1952 | Giochi olimpici     | Helsinki     | 400 m piani | 6º        | 47"1        |                 |
| 1952 | Giochi olimpici     | Helsinki     | 800 m piani | Oro       | 1'49"2      | =               |
| 1952 | Giochi olimpici     | Helsinki     | 4×400 m     | Argento   | 3'04"0      |                 |